# نيك كينت
نيك كينت (بالإنجليزية: Nick Kent)‏ هو صحفي بريطاني، ولد في 24 ديسمبر 1951 في لندن في المملكة المتحدة.

## وصلات خارجية
- نيك كينت على موقع ميوزك برينز (الإنجليزية)
- نيك كينت على موقع ديسكوغز (الإنجليزية)